# Xavier Robic
Pour les articles homonymes, voir Robic.
Xavier Robic, né le 17 novembre 1979, est un acteur français.

## Biographie
Ancien élève du Cours Simon et du Studio Théâtre d'Asnières[réf. nécessaire], il débute sur scène et à la télévision en 2006 puis au cinéma l'année suivante.
En 2019, il incarne l'un des deux papas de la famille Fayol-Mercier dans la série humoristique Parents mode d'emploi. C'est une première dans un programme familial en prime time.

## Filmographie

### Cinéma
- 2007 : La Dinde (court métrage) d'Anna Albelo
- 2008 :
  - Les Attractions désastre (court métrage) de Christophe Charrier
  - Paris de Cédric Klapisch
- 2009 :
  - Le Vilain d'Albert Dupontel
  - Persécution de Patrice Chéreau
- 2010 : Avant l'aube de Raphaël Jacoulot
- 2011 : Tu seras mon fils de Gilles Legrand
- 2013 : Le Grand Méchant Loup de Nicolas et Bruno
- 2014 :
  - Anna & Otto de Louis-Julien Petit
  - La Ritournelle de Marc Fitoussi
  - Lili Rose de Bruno Ballouard
  - Discount de Louis-Julien Petit
- 2016 : Irréprochable de Sébastien Marnier
- 2017 : Nos années folles d'André Téchiné
- 2018 : Ibiza d'Arnaud Lemort[2]
- 2021 : Les Vedettes de Jonathan Barré
- 2023 :  10 jours encore sans maman de Ludovic Bernard : M. Simon
  - Sexygénaires de Robin Sykes : Antoine
- 2025 : Moi qui t'aimais de Diane Kurys : Claude Durand

### Télévision

#### Séries télévisées
- 2006 : Le Bureau de Nicolas et Bruno : Pradier, Félix (6 épisodes)
- 2010 : Engrenages de Manuel Boursinhac et Jean-Marc Brondolo : Arnaud Ledoré (8 épisodes)
- 2012 : Antigone 34 de Louis-Pascal Couvelaire : Arnaud (saison 1, épisode 2)
- 2013 : La Croisière de Pascal Lahmani : Fred Parmentier (saison 1, épisode 6)
- 2014 : Détectives de Jean-Marc Rudnicki : Antoine Fayard Merkel (saison 2, épisode 5)
- 2014-2015 : Hôtel de la plage de Christian Merret-Palmair : Benjamin (12 épisodes)
- 2017 : La Vie devant elles de Gabriel Aghion : Benjamin Dutilleux (3 épisodes)
- 2018 :
  - Section de recherches : Saison 12 - épisode 10  Un amour de jeunesse
  - Baron noir de Ziad Doueiri et Antoine Chevrollier
  - Nox de Mabrouk El Mechri : De Vasselin (5 épisodes)
  - Philharmonia de Louis Choquette : Fabrice Renault (3 épisodes)
  - Une famille formidable de Nicolas Herdt: Amory Dupres (saison 15, épisodes 1,2 et 4)
- 2019 :
  - Capitaine Marleau : Bertrand Ross (épisode Le Grand Huit)
  - Parents mode d'emploi : Olivier Fayol (saison 8)
- 2020 :
  - Dérapages de Ziad Doueiri : Bertrand Lacoste (4 épisodes)
  - De Gaulle, l'éclat et le secret de François Velle : Claude Guy (saison 1, épisode 3)
- 2021 :
  - La Promesse : Nicolas (6 épisodes)
  - Tropiques criminels : Alexandre Peskine (4 épisodes)
  - Mongeville : Leny Navarre (saison 7, épisode 3 Les Ficelles du métier)
- 2022 :
  - Police de caractères : Étienne de Beaumont (épisodes 3 à ...)
  - La Maison d'en face de Lionel Bailliu : Hervé Kervalec
- 2023 :
  - Prométhée de Christophe Campos
  - Lupin de Ludovic Bernard : Nicholas Imbert (saison 3 épisodes 1-2)
  - Cœurs noirs de Ziad Doueiri
- 2024 : La Fièvre (mini-série, Canal+) de Ziad Doueiri : Tristan Javier
- 2025 : Le Parfum du bonheur de Baya Kasmi
- 2026 : Ceylan de Cathy Verney et Édouard Deluc : Arnaud

#### Téléfilms
- 2015 : Crime à Aigues-Mortes de Claude-Michel Rome : Gilles Demaison
- 2016 :
  - Coup de foudre à Jaipur d'Arnauld Mercadier : François
  - Marion, 13 ans pour toujours de Bourlem Guerdjou : Principal Leroy
- 2017 : Parole contre parole de Didier Bivel : Maxime
- 2018 : Quelque chose a changé de Jacques Santamaria : Paul-Xavier
- 2019 : L'Héritage : Virgile Lefort
- 2022 :
  - Meurtres à Amiens de Vincent Trisolini
  - Meurtres sur la Côte fleurie de Gabriel Aghion
- 2023 : Le Premier venu de Michel Leclerc : le wedding planner
- 2024 : La Maman du bourreau de Gabriel Aghion : Hadrien Dumas

## Doublage

### Films
- 2017 : Thor : Ragnarok : ? (?)
- 2020 : Coffee et Kareem : ? (?)
- 2023 : Sayen : ? (?)[Note 1]
- 2023 : Ils étaient un seul homme : ? (?)
- 2024 : The Order : ? (?)

### Séries télévisées
- 2023 : Dom : Nozinho (Daniel Haidar) (saison 2)
- 2024 : Sugar : ? (?)
- 2025 : Cassandra : ? (?)

### Jeux vidéo
- 2023 : Final Fantasy XVI : voix additionnelles
- 2023 : Starfield : voix additionnelles
- 2024 : Dragon Age: The Veilguard : voix additionnelles

### Note
1. ↑  Crédité au carton de doublage français.